# Jaouad Ismaili
Jaouad Ismaili (arab. جود الاسماعيلي, ur. 3 lipca 1987) – marokański piłkarz, grający jako lewy obrońca.

## Klub

### Moghreb Tétouan
Zaczynał karierę w Moghrebie Tétouan.
W sezonie 2011/2012 (pierwszym w bazie Transfermarkt) zagrał 17 meczów. Został mistrzem kraju.
W sezonie 2012/2013 zagrał 8 meczów.
W sezonie 2013/2014 rozegrał 5 meczów i miał asystę, a dodatkowo ponownie został mistrzem Maroka.

### Ittihad Khémisset
1 września 2014 roku został zawodnikiem Ittihad Khémisset. W tym zespole zadebiutował 14 września 2014 roku w meczu przeciwko Raja Casablanca (porażka 1:0). Zagrał cały mecz. Łącznie wystąpił w 17 meczach.

### Dalsza kariera
1 września 2015 roku przeniósł się do Union Sidi Kacem. 1 lipca 2017 roku został zawodnikiem CODM Meknès. 1 lipca 2018 roku wrócił do zespołu z Sidi Kasim. 1 września 2020 roku zakończył karierę.